# Wicker Park
Wicker Park is een Amerikaanse mystery-dramafilm uit 2004 onder regie van Paul McGuigan. Het is een remake van de Franse film L'appartement uit 1996, geschreven en geregisseerd door Gilles Mimouni. Wicker Park werd genomineerd voor de Grand Prix des Amériques op het Festival des films du monde de Montréal 2004.

## Inhoud

### Verhaal
Matthew 'Matt' Simon (Josh Hartnett) is fotograaf van beroep en staat op het punt een stap voorwaarts in zijn carrière te maken. Hij heeft een relatie met Rebecca (Jessica Paré) en werkt voor het bedrijf van haar broer. Die wil hem voor een grote opdracht naar China laten vliegen. Vlak voor zijn vertrek, denkt hij alleen Lisa (Diane Kruger) uit de telefoonruimte van restaurant Bellucci te zien rennen. Matt had tot twee jaar eerder een gepassioneerde relatie met Lisa. Omdat hij een goede baan kon krijgen in New York, vroeg hij Lisa met hem mee te gaan en daar voor het eerst samen te gaan wonen. Zij wilde er een nacht over slapen en zou hem de volgende dag ontmoeten in het Wicker Park om hem haar antwoord te geven. Lisa verscheen alleen nooit in het park en Matt zag of hoorde nooit meer iets van haar.
Matt vindt een achtergelaten sleutelpas van een hotelkamer in de ruimte waar Lisa stond te bellen. Hij wil haar gaan zoeken en belt naar China dat hij een paar dagen later komt vanwege voedselvergiftiging. Tegenover Rebecca doet hij aan de telefoon of hij daar al is. Op straat loopt Matt zijn oude vriend Luke (Matthew Lillard) tegen het lijf, die hem laat beloven hun contact te herstellen. Dat doet hij. Wanneer Matt terugdenkt aan hoe hij Lisa ooit ontmoette, blijkt hij op haar gevallen aan de hand van videobeelden. Zij stond op een opname in een videocamera die voor reparatie was ingeleverd bij de winkel waar Matt werkte. Hij was meteen onder de indruk. Toen hij Lisa vervolgens door het raam zag lopen buiten, ging hij direct op haar af en sprongen de vonken meteen over. Vanaf hun allereerste afspraakje waren ze onafscheidelijk. Nadat Lisa niet op kwam dagen in het park, vertelde de leider van haar dansgezelschap Matt dat ze vertrokken was op een Europese tour om mee te doen aan een uitvoering van Cabaret. Ze liet bij hem geen boodschap voor Matt achter. Daarop vertrok Matt met een gebroken hart alleen voor een tijd naar New York.
Matt treft niemand aan in de hotelkamer waarvan hij de pas vond en gaat vervolgens proberen Lisa thuis te treffen in haar appartement. Hij komt er binnen met een gevonden sleutel. Terwijl hij aan het rondneuzen is, komt er een andere vrouw binnen dan die hij verwachtte. Na bekomen te zijn van de schrik, zegt ze (Rose Byrne) dat zij er woont en ook 'Lisa' heet. Ze heeft begrip voor zijn uitleg en is niet kwaad. Ze vraagt Matt op de bank bij haar te overnachten omdat ze bang is voor haar stalkende ex Daniel Ristelli (Christopher Cousins). Hij stemt in. 's Nachts verleidt 'Lisa' hem. Hij wordt naast haar in bed wakker. Ze wil Matt graag terugzien, maar hij wil eigenlijk eerst verder zoeken naar Lisa voor hij alsnog naar China moet vliegen. Voordat hij eigenlijk het vliegtuig moet halen, belooft Matt met Luke naar een toneelvoorstelling te gaan. Daarin speelt actrice Alex. Luke wil graag een relatie met haar en denkt meer kans te maken als Matt met hem meegaat. Hij komt ook kijken naar de voorstelling, maar kan niet blijven totdat Alex afgeschminkt is om haar nadien te ontmoeten. Daardoor merkt Matt niet dat onder Alex' dikke laag grime de vrouw vandaan komt die hij kent als 'Lisa'. 'Lisa' is eigenlijk Alex.

### De onthullingen
Matt heeft wel degelijk de echte Lisa zien lopen voordat hij met zijn zoektocht begon. Alex is haar overbuurvrouw. Lisa logeert tijdelijk bij haar om Daniel te ontlopen, háár stalker. Toen Alex Matt betrapte in Lisa's huis, was ze daar om te kijken of er post voor haar was. Hoewel Alex deed of ze schrok van Matt en of ze hem niet kende, wist ze al wie hij was. Voordat Matt Lisa voor het eerst ontmoette, had Alex hem gezien in het park en raakte ze meteen onder de indruk van hem. Nadat ze zag in welke winkel hij werkte, ging ze daar haar videocamera inleveren voor reparatie. Bij het ophalen, wilde ze hem definitief aanspreken. Matt zag haar alleen totaal niet staan omdat hij net onder de indruk was geraakt van de opnames van Lisa. Toen hij die op straat zag lopen, rende hij zonder Alex te zien haar bijna omver om bij Lisa te komen. Daarna zag Alex lijdzaam toe hoe er iets ontstond tussen Matt en Lisa. Geen van beiden hebben ooit geweten dat zij hem 'kende', laat staan dat ze gevoelens voor hem had.
Lisa had net besloten om met Matt mee naar New York te gaan, toen ze plotseling met haar dansgezelschap op een Europese tour mocht. Daarom schreef ze een brief aan hem waarin ze schreef dat ze meeging naar New York, dat ze van hem hield en waarom ze plotseling een poosje weg was. Lisa vroeg aan Alex om die brief aan Matt te geven, maar zij hield die achter zodat Matt in het ongewisse bleef. Omdat Lisa maar niets hoorde van Matt, sprak ze verschillende berichten aan hem in op haar antwoordapparaat. Alex verwijderde deze allemaal voor Matt ze kon horen. Toen zij Lisa zelf aan de lijn kreeg, vertelde ze haar dat ze Matt in bed had betrapt met een andere vrouw. Daarom dacht Lisa dat Matt haar ingeruild had voor een ander en stopte ze met het zoeken van contact. Ook nu verzwijgt Alex aan Lisa dat Matt haar gezien heeft en naar haar op zoek is.
Wanneer Alex 's morgens bij Luke in bed wakker wordt, is Matt nog eens binnen in 'haar' appartement gaan kijken. Hij heeft het gevoel dat er iets niet klopt. Binnen vindt hij de schoenen die hij ooit voor Lisa uitzocht, maar waarvan Alex hem vertelde dat het de hare waren. Matt dacht toen aan toeval, maar wanneer Alex 'thuis' komt, laat hij haar de schoenen aantrekken. Haar zijn ze te groot. Dat bevestigt zijn vermoeden dat zij daar helemaal niet woont. Alex weet dat ze definitief door de mand gevallen is, wanneer Matt haar achtervolgt naar een afspraak met Luke en vervolgens aanschuift. Met zowel Luke als Matt aan tafel, kan ze haar twee identiteiten niet meer allebei volhouden. Alex geeft alles toe aan Matt en vertelt hem ook de hele geschiedenis die voorafging aan zijn eerste ontmoeting met Lisa. Omdat ze hun gesprek in cryptische omschrijvingen houden, snapt Luke er weinig van. Alex geeft Matt ook de brief die Lisa twee jaar daarvoor schreef en die Matt duidelijk maakt dat ze hem nooit wilde verlaten.
Lisa heeft van de barman in het hotel een briefje gekregen van Matt waarin hij haar schrijft dat hij haar zoekt en zijn telefoonnummer. Omdat Alex daar niets van afwist, kon ze het niet onderscheppen. Wanneer Lisa het niet voor elkaar krijgt Matt telefonisch te bereiken, belt ze Luke en vraagt hem door te geven of Matt de volgende dag om 15.00 uur 'naar hun vaste plek' wil komen. Aan tafel met Matt en Alex geeft hij Matt de boodschap. Nadat Matt vertrekt, krijgt Alex Lisa aan de telefoon en geeft ze ook haar alles toe. Alex laat Luke verbijsterd achter, nadat ze het uitmaakt en haar excuses maakt omdat ze hem alleen maar heeft gebruikt om bij Matt te komen.
Omdat het verkeer tegen zit, komt Matt te laat aan op Wicker Park. Lisa heeft een tijd gewacht, maar is vertrokken toen ze ervan overtuigd was dat Matt niet zou komen. Ze gaat naar het vliegveld om een vlucht naar Londen te nemen. Matt beseft waar ze is en haast zich naar het vliegveld. Daar ziet hij Lisa op de grond zitten. Voor het eerst in twee jaar zien ze elkaar terug, tot grote vreugde van allebei.

## Rolverdeling
| - Josh Hartnett - Matthew Simon - Rose Byrne - Alex - Matthew Lillard - Luke - Diane Kruger - Lisa - Christopher Cousins - Daniel Ristelli - Jessica Paré - Rebecca - Amy Sobol - Ellie | - Ted Whittall - Walter - Joanna Noyes - Mary - Zhenhu Han - Mr. Hong - Lu Ye - Ms. Hsia - Christian Paul - Orsino - Gillian Ferrabee - Robin |